# Xanana Reading Room
Der Xanana Reading Room oder Xanana Gusmão Reading Room (portugiesisch Sala de Leitura Xanana) ist ein Kulturzentrum, Bibliothek und Museum in der osttimoresischen Hauptstadt Dili. Es befindet sich in der Rua de Bemori (ehemals Rua Belarmino Lobo) im Suco Bidau Lecidere. Benannt ist die Institution nach dem Freiheitskämpfer und Politiker Xanana Gusmão.
Das einstöckige Gebäude wurde in den 1960er-Jahren erbaut und beherbergte zunächst das indonesische Konsulat für Portugiesisch-Timor. Heute befindet es sich im Besitz des Staates Osttimor.
Der Xanana Reading Room wurde im Jahr 2000 von Gusmãos Ehefrau Kirsty Sword Gusmão eröffnet und war die erste öffentliche Bibliothek, die in Dili nach dem Abzug der Indonesier eröffnet wurde. Neben dem Bücherverleih gibt es hier auch einen kostenlosen, öffentlichen Internetzugang und man kann sich Filme zur Geschichte Osttimors anschauen. Eine kleine Sammlung zeigt Bilder und Gegenstände aus dem Leben von Xanana Gusmão. So werden Bilder ausgestellt, die er während seiner Haft im indonesischen Haftanstalt Cipinang malte. Als Gusmão 2002 erster Präsident Osttimors wurde, hatte man kein Geld, um einen Dienstwagen zu kaufen. Gusmão kaufte selbst einen Daihatsu Taruna und zahlte auch den Transportaufwand für den Kauf verschiedener Fahrzeuge für seine Mitarbeiter. Gusmão benutzte dieses Fahrzeug von 2003 bis 2007. Heute ist es im Xanana Reading Room ausgestellt. Dahinter steht der Wagen, in dem Gusmão saß, als 2011 Rebellen ein Attentat auf ihn verübten. Gusmão entkam unverletzt.
Regelmäßig gibt es im Xanana Reading Room Kunstausstellungen und Vorführungen. Ein kleiner Laden mit Kunsthandwerk und Büchern ergänzt das Angebot. Nach einer grundlegenden Renovierung fand hier als Teil des Sentru Kulturál Xanana (deutsch Kulturzentrum Xanana) auch das Büro der UNESCO hier einen neuen Standort.

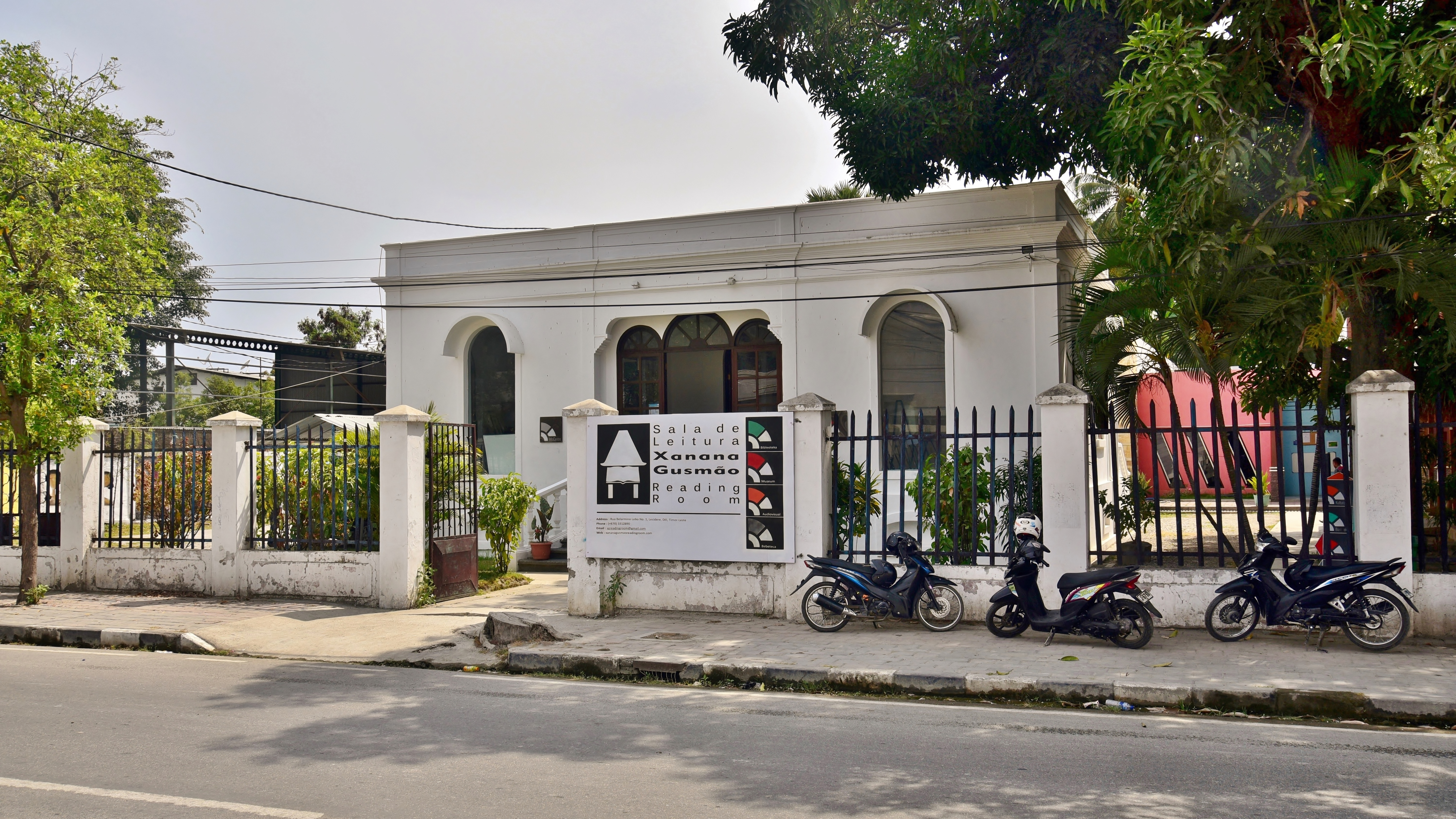
Der Xanana Reading Room (2018)
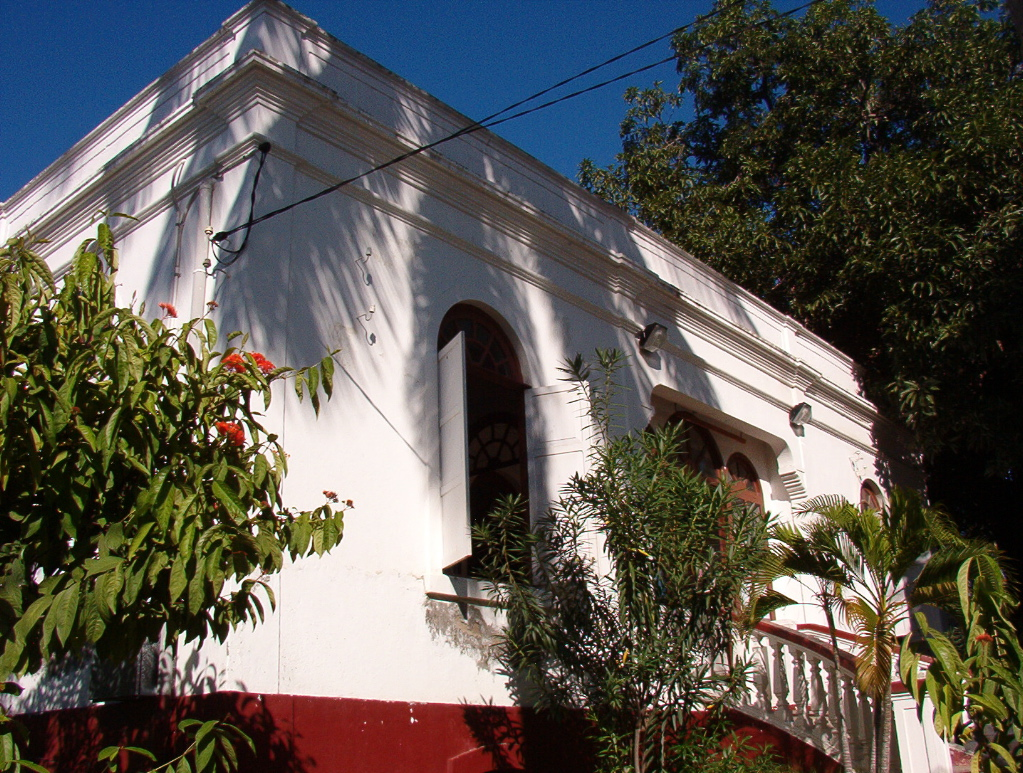
2005
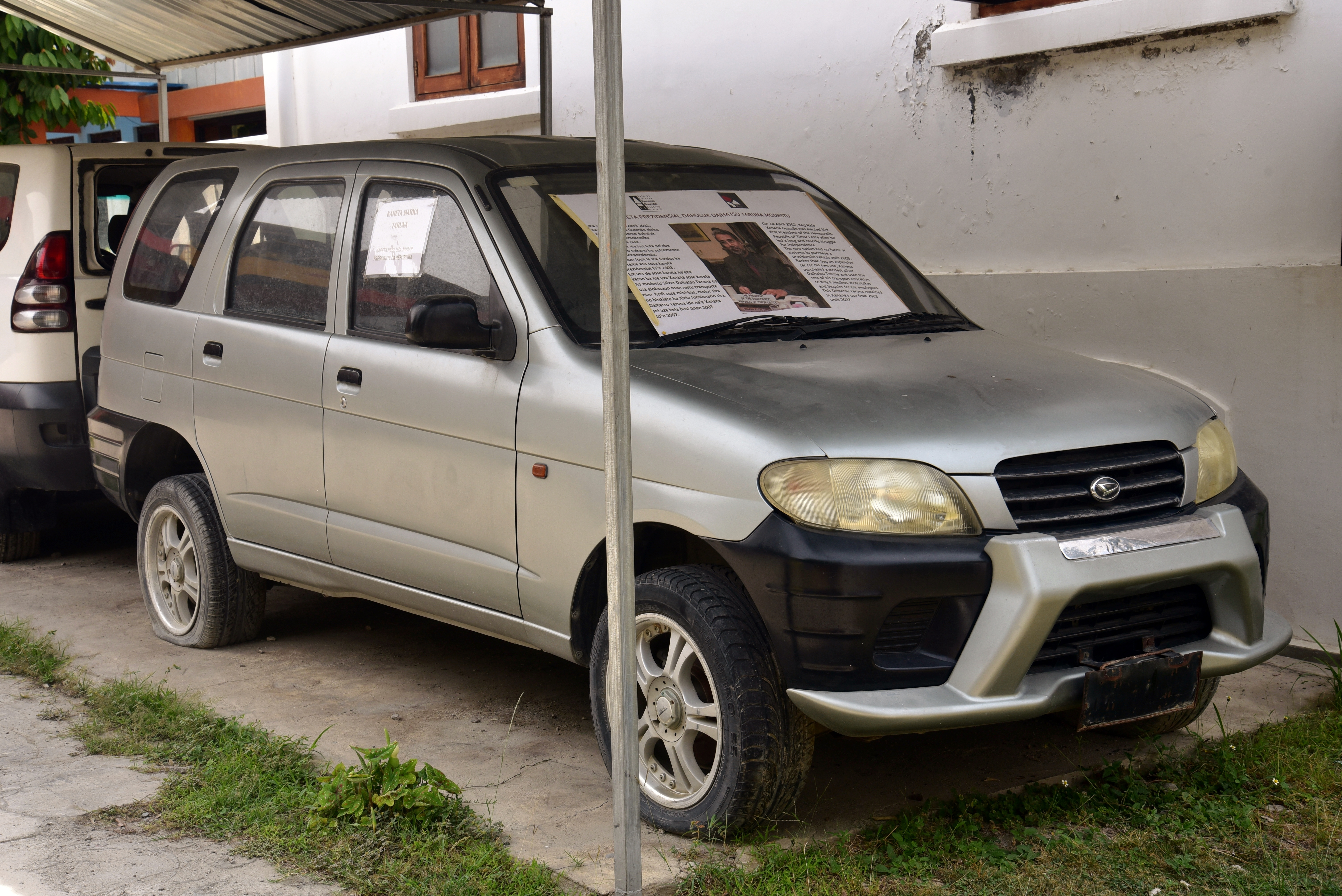
Der Dienstwagen von Xanana Gusmão von 2003
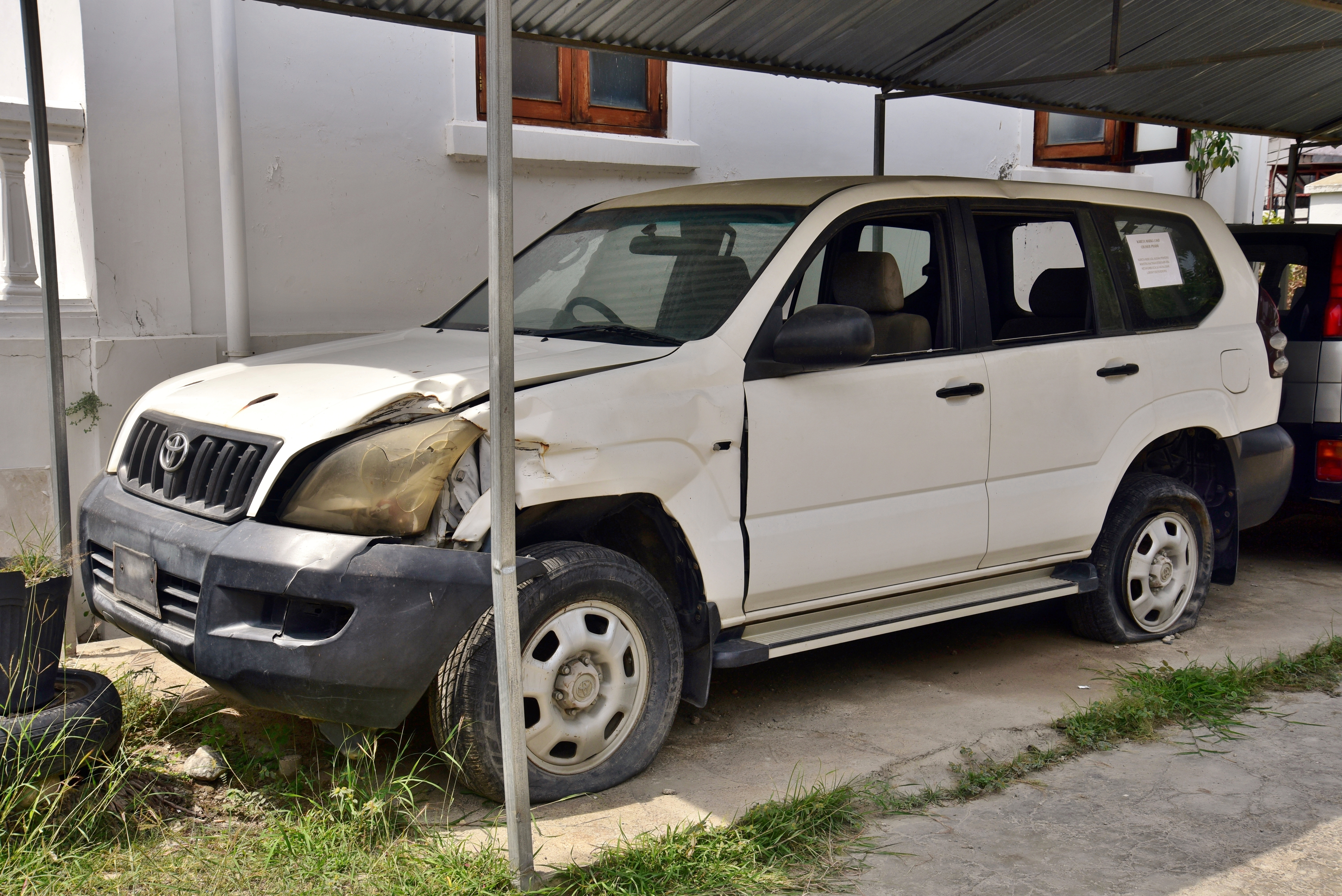
Gusmão entging in diesem Toyota Land Cruiser unverletzt einem Attentat